# John Roberson
John Daniel Roberson (Kansas City, 28 ottobre 1988) è un cestista statunitense naturalizzato bosniaco.

## Carriera
Con la Bosnia ed Erzegovina ha disputato i Campionati europei del 2022.

## Statistiche

### College
| Anno      | Squadra         | PG  | PT  | MP   | TC%  | 3P%  | TL%  | RP  | AP  | PRP | SP  | PP   |
| --------- | --------------- | --- | --- | ---- | ---- | ---- | ---- | --- | --- | --- | --- | ---- |
| 2007-2008 | TTU Red Raiders | 31  | 25  | 30,9 | 42,2 | 40,0 | 72,0 | 2,5 | 3,3 | 0,8 | 0,0 | 12,3 |
| 2008-2009 | TTU Red Raiders | 33  | 33  | 35,2 | 37,9 | 35,3 | 82,9 | 3,5 | 6,4 | 1,1 | 0,1 | 13,9 |
| 2009-2010 | TTU Red Raiders | 35  | 35  | 35,9 | 42,5 | 41,3 | 79,9 | 2,3 | 5,4 | 1,1 | 0,0 | 14,6 |
| 2010-2011 | TTU Red Raiders | 30  | 27  | 35,3 | 38,6 | 40,8 | 83,3 | 2,0 | 4,4 | 1,1 | 0,2 | 14,1 |
| Carriera  | Carriera        | 129 | 120 | 34,4 | 40,2 | 39,2 | 79,8 | 2,6 | 4,9 | 1,0 | 0,1 | 13,7 |

### Eurocup
| Anno      | Squadra  | PG | PT | MP   | TC%  | 3P%  | TL%  | RP  | AP  | PRP | SP  | PP   |
| --------- | -------- | -- | -- | ---- | ---- | ---- | ---- | --- | --- | --- | --- | ---- |
| 2017-2018 | ASVEL    | 16 | 16 | 27,1 | 50,0 | 51,4 | 92,9 | 1,8 | 4,1 | 1,1 | 0,0 | 15,8 |
| Carriera  | Carriera | 16 | 16 | 27,1 | 50,0 | 51,4 | 92,9 | 1,8 | 4,1 | 1,1 | 0,0 | 15,8 |

## Palmarès
- Campionato svedese: 3

Södertälje: 2012-13, 2013-14, 2014-15
- Campionato francese: 1

Élan Chalon: 2016-17
- Campionato svedese: 1 MVP

Södertälje: 2014-15
- Campionato svedese: 1 Finals MVP

Södertälje: 2012-13